# Vanessa kershawi
Vanessa kershawi (Syn.: Cynthia kershawi) ist ein Schmetterling (Tagfalter) aus der Familie der Edelfalter (Nymphalidae), der in Australien und Neuseeland vorkommt. Die Art wird im englischen Sprachgebrauch als Australian Painted Lady oder William Kershaw's Painted Lady bezeichnet. Der Artname wurde von Frederick McCoy, dem Erstbeschreiber der Art, zu Ehren des am National Museum of Victoria als Präparator beschäftigten William Kershaw gewählt.

## Merkmale

### Falter
Die Flügelspannweite der Falter beträgt maximal 50 Millimeter. Ein Sexualdimorphismus besteht nicht. Die Vorderflügel sind bei beiden Geschlechtern in der Grundfärbung orange braun bis gelbbraun gefärbt. Am schwarzen Apex heben sich mehrere, verschieden große, schneeweiße bis milchig weiße Flecke ab. Das Wurzelfeld weist eine helle bräunliche Farbe auf. Im Mittelfeld ist eine schwarze Fleckenzeichnung erkennbar. Die Unterseite der Vorderflügel ist ähnlich wie die Oberseite gefärbt, zuweilen etwas blasser. Der Außenrand ist schwach bogenförmig eingebuchtet. Die Hinterflügeloberseite hat die gleiche Grundfarbe wie die Vorderflügel. Am Flügelaußenrand heben sich mehrere blau gekernte Augenflecke ab. Die Unterseite der Hinterflügel ist weißlich, in verschiedenen Brauntönen marmoriert und zeigt am Außenrand eine Reihe kleiner dunkler Augenflecke.

### Präimaginalstadien
Das Ei ist fassförmig, hat eine grüne Farbe und ist mit mehreren weißen, vertikalen Rippen überzogen. Der Durchmesser beträgt ca. 0,5 Millimeter.
Ausgewachsene Raupen sind bräunlich gefärbt. Die schmale Rückenlinie ist gelblich, die breiten Seitenstreifen weißlich. Sie besitzen auf der gesamten Körperoberfläche stark verzweigte Dornen. Der Kopf ist rotbraun. Im letzten Raupenstadium erreichen sie eine Länge von etwa drei Zentimetern.
Die Farbe der Stürzpuppe variiert von braun bis zu goldgelb. Die Oberfläche ist mit metallischen Silber- oder Goldmarkierungen überzogen. Ihre Länge beträgt ca. einen Zentimeter. Sie heften sich mit Seidenfäden am Kremaster auf der Unterseite von Blättern ihrer Nahrungspflanze an.

### Ähnliche Arten
Vanessa kershawi wurde lange Zeit als Unterart des Distelfalters (Vanessa cardui) angesehen, wird jedoch inzwischen als eigenständige Art anerkannt. Beide Arten sind zeichnungsmäßig sehr ähnlich. Mit einer Flügelspannweite von bis zu 60 Millimetern ist der Distelfalter jedoch größer als Vanessa kershawi. Hauptunterschied sind die blau gekernten Augenflecke auf der Hinterflügeloberseite bei Vanessa kershawi, die beim Distelfalter einfarbig schwarz sind. Die Augenflecke auf der Hinterflügelunterseite sind beim Distelfalter geringfügig größer als bei Vanessa kershawi.

Vergleich von Vanessa kershawi und Vanessa cardui
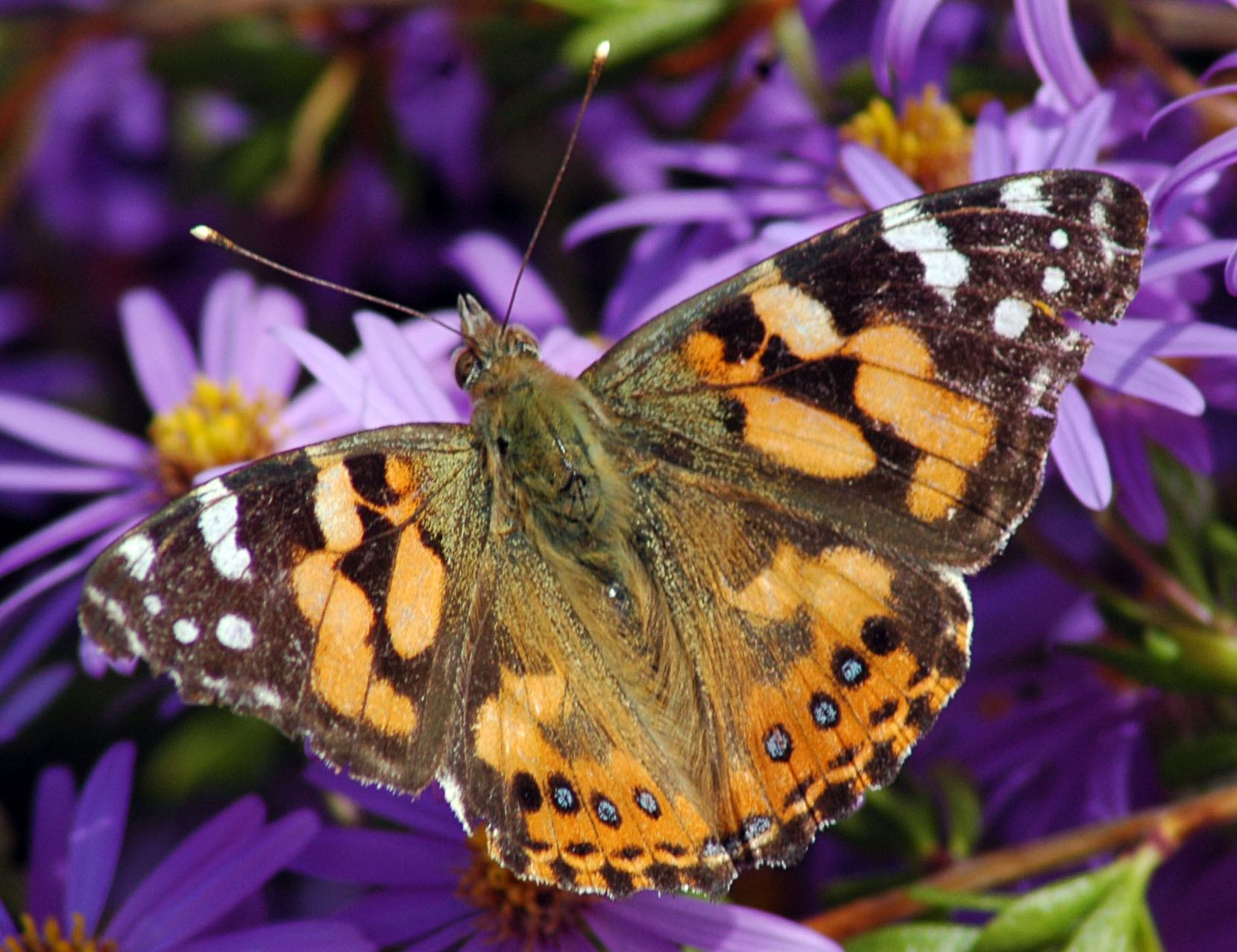
Vanessa kershawi, Flügeloberseite
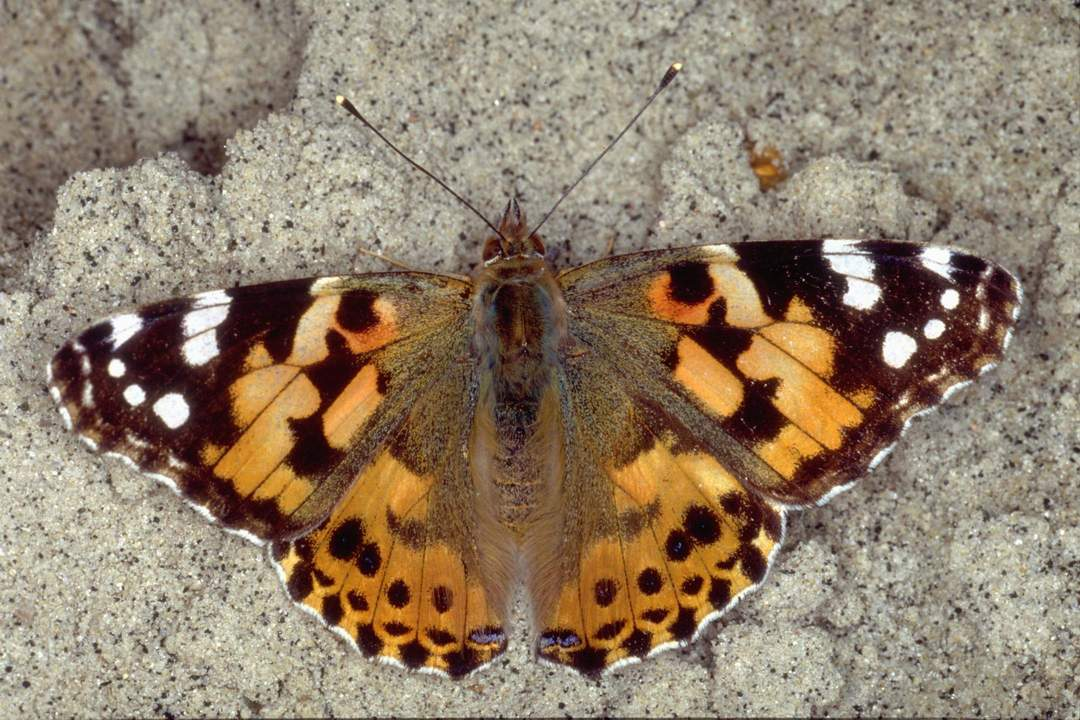
Vanessa cardui, Flügeloberserseite
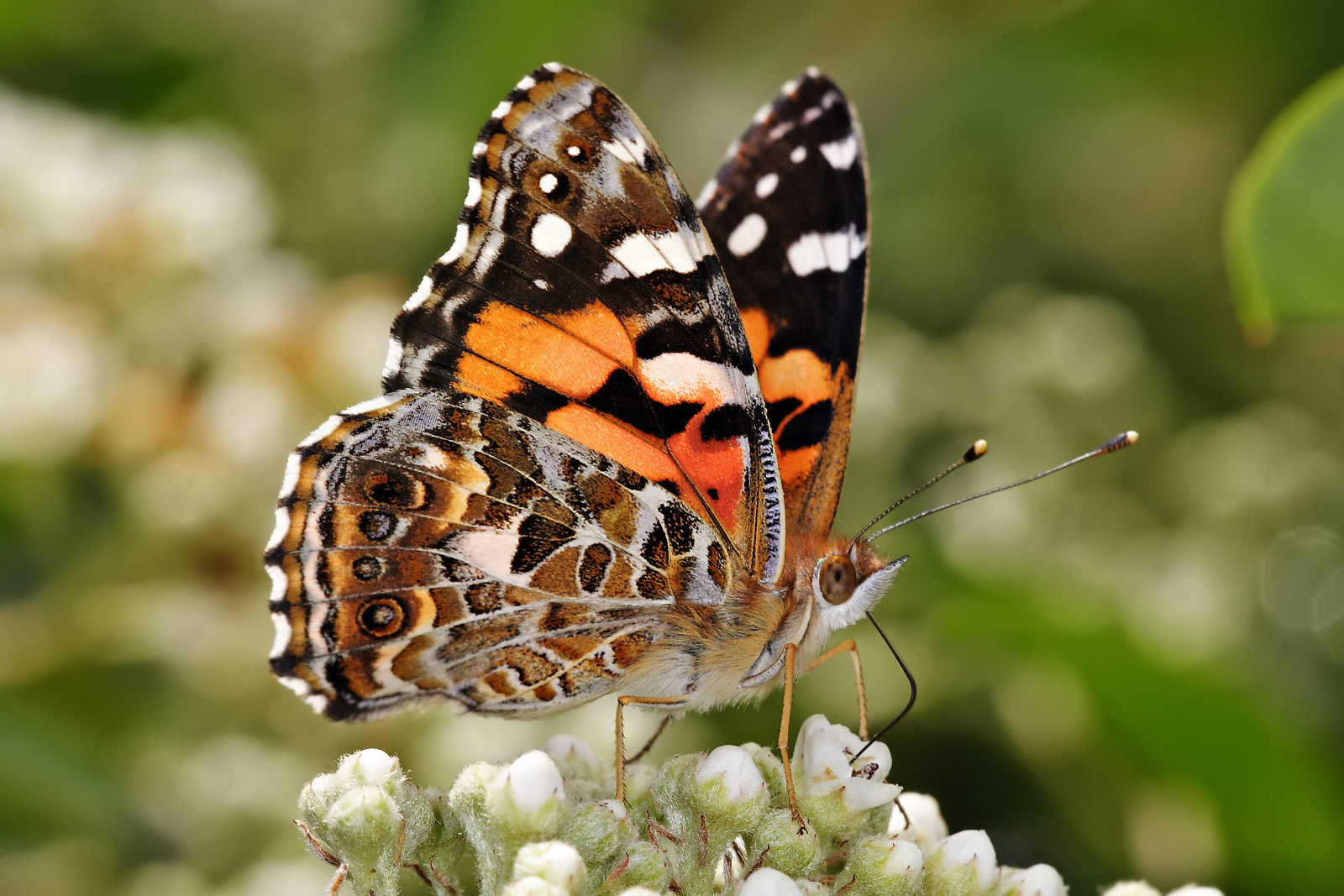
Vanessa kershawi, Flügelunterseite
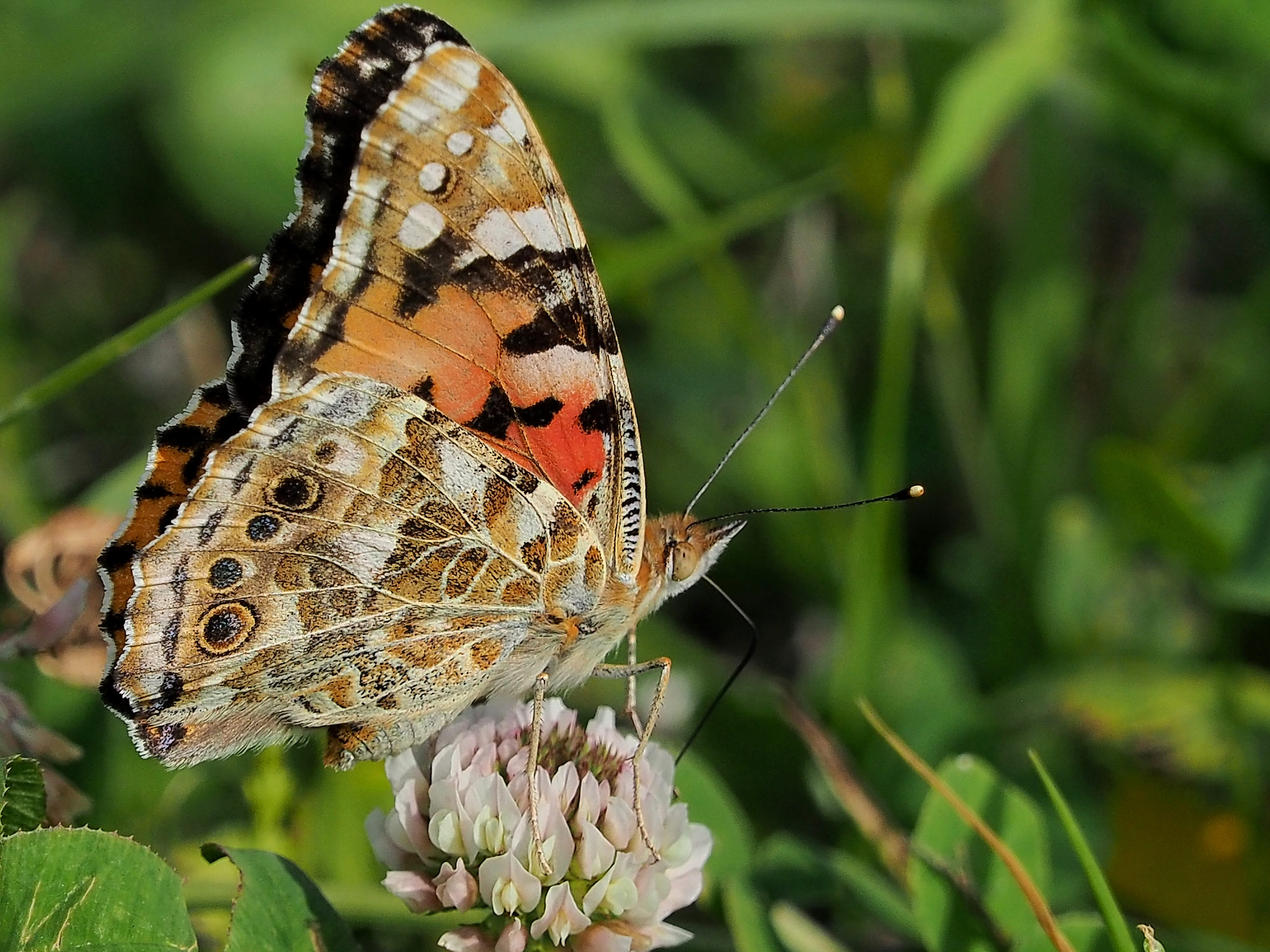
Vanessa cardui, Flügelunterseite

## Verbreitung und Lebensraum
Vanessa kershawi kommt in Australiens lokal bis verbreitet vor. Starke Westwinde ermöglichen Wanderungen bis nach Neuseeland. Solche Wanderungen sind jahrweise von sehr unterschiedlicher Intensität. Zuweilen pflanzen sich die Falter in Neuseeland fort und generieren ab Januar eine Sommergeneration. Die Art hat sich jedoch im Land nicht fest etabliert, da sie die Winter in Neuseeland nicht überleben kann. Einzelexemplare wurden auch in Indonesien und Neukaledonien nachgewiesen. Vanessa kershawi besiedelt in Australien nahezu alle Biotope, in denen die Nahrungspflanzen der Raupen wachsen und die genug Blüten mit Nektar als Nahrungsquelle für die Falter enthalten.

## Lebensweise
Die Falter sind sehr aktive Flieger, haben deshalb einen großen Nahrungsbedarf und befriedigen  diesen, indem sie gerne Nektar von Blüten aufnehmen. Die Raupen ernähren sich von den Blättern verschiedener Korbblütlerarten (Asteraceae), gelegentlich auch von Lippenblütlern (Lamiaceae).